# Strunkhausen
Strunkhausen war ein Ortsteil der Gemeinde Much im Rhein-Sieg-Kreis. Heute bildet es den nördlichen Teil von Neßhoven.

## Lage
Strunkhausen liegt auf den Hängen des Bergischen Landes im Homburger Bröltal.

## Einwohner
1830 hatte Strunkhausen 36 Bewohner.
1901 hatte der Weiler 45 Einwohner. Hier lebten die Haushalte Maurer Theodor Kaltenbach, Ackerer Fr. Küpper, die Schuster Josef und Wilhelm Röger, Ackerer August Schneider, Stellmacher und Holzhändler A. Siebert, die Ackerer August und Heinrich Thelen sowie Schmied Wilhelm Zimmer.